# シャルロッテ・カロリーネ・ヴィルヘルミーネ・バッハマン
シャルロッテ・カロリーネ・ヴィルヘルミーネ・バッハマン（Charlotte Caroline Wilhelmine Bachmann 旧姓シュトゥーヴェ（Stöwe）、1757年11月2日 - 1817年8月19日）は、ドイツのソプラノ歌手、チェンバロ奏者、作曲家。

## 生涯
シャルロッテはベルリンに生まれた。父は音楽家のヴィルヘルム・ハインリヒ・シュトゥーヴェ（Wilhelm Heinrich Stöwe）であり、彼女は幼少の頃から歌唱とチェンバロを習った。9歳の時、フランツ・ベンダの息子のフリードリヒ・ベンダが始めたアマチュアコンサート（Liebhaberkonzerte）でデビューする。彼女は1785年9月20日にベルリンのヴァイオリニスト、カール・ルートヴィヒ・バッハマン（Karl Ludwig Bachmann）と結婚した。
シャルロッテは1791年のベルリン・ジングアカデミー創立メンバー20人のうちの1人であり、1797年から1806年にかけてのカール・ハインリヒ・グラウンの受難オラトリオ「イエスの死」の年次公演を確立するのに主要な役割を果たした。この習慣は1884年までベルリンの宮殿で継続されていた。彼女はベルリンではよく知られた演奏家であった。彼女の歌曲の1つが1787年にヨハン・カール・フリードリヒ・レルシュタープの「クラヴィーア・マガジン」（Clavier-Magazin）から出版されている。シャルロッテはベルリンに没した。

## 作品
バッハマンは歌曲を作曲した。下記のものなどがある。
- "Mädchen wenn dein Lächeln winket" （1787年）